# Anne Terpstra
Anne Terpstra (Zierikzee, 5 de enero de 1991) es una deportista neerlandesa que compite en ciclismo de montaña en la disciplina de campo a través.
Ganó dos medallas de plata en el Campeonato Mundial de Ciclismo de Montaña, en los años 2021 y 2024, y seis medallas en el Campeonato Europeo de Ciclismo de Montaña entre los años 2012 y 2022.
Participó en tres Juegos Olímpicos de Verano, entre los años 2016 y 2024, obteniendo el quinto lugar en Tokio 2020.

## Medallero internacional
| Campeonato Mundial | Campeonato Mundial    | Campeonato Mundial | Campeonato Mundial         |
| Año                | Lugar                 | Medalla            | Competición                |
| ------------------ | --------------------- | ------------------ | -------------------------- |
| 2021               | Val di Sole (Italia)  | Medalla de plata   | Campo a través             |
| 2024               | Pal Arinsal (Andorra) | Medalla de plata   | Campo a través             |
| Campeonato Europeo |                       |                    |                            |
| Año                | Lugar                 | Medalla            | Competición                |
| 2012               | Moscú (Rusia)         | Medalla de bronce  | Campo a través por relevos |
| 2016               | Huskvarna (Suecia)    | Medalla de plata   | Eliminación                |
| 2017               | Darfo Boario (Italia) | Medalla de bronce  | Eliminación                |
| 2020               | Monteceneri (Suiza)   | Medalla de plata   | Campo a través             |
| 2021               | Novi Sad (Serbia)     | Medalla de plata   | Campo a través             |
| 2022               | Múnich (Alemania)     | Medalla de bronce  | Campo a través             |